# The Farewell
The Farewell ist eine Tragikomödie von Lulu Wang, die am 25. Januar 2019 im Rahmen des Sundance Film Festivals ihre Premiere feierte und am 12. Juli 2019 in die US-Kinos kam.

## Handlung
Die selbständige Autorin Billi Wang lebt wie ihre Eltern Haiyan und Jian in New York. Die Familie ist vor vielen Jahren aus China ausgewandert. Von ihren Eltern erfährt Billi, dass bei ihrer geliebten Großmutter, ihrer Nai Nai, Lungenkrebs im Endstadium diagnostiziert wurde, was die Familie dieser jedoch verheimlicht. Eine geplante Hochzeit von Billis Cousin Hao Hao aus Japan dient der Familie als Vorwand, ein letztes Mal in China zusammenkommen, um mit Nai Nai Zeit zu verbringen. Aus Angst, Billi könnte das Geheimnis um ihren gesundheitlichen Zustand verraten, bitten sie ihre Eltern, in New York zu bleiben. Billi ignoriert dies und fliegt kurzerhand in das chinesische Changchun.

## Produktion

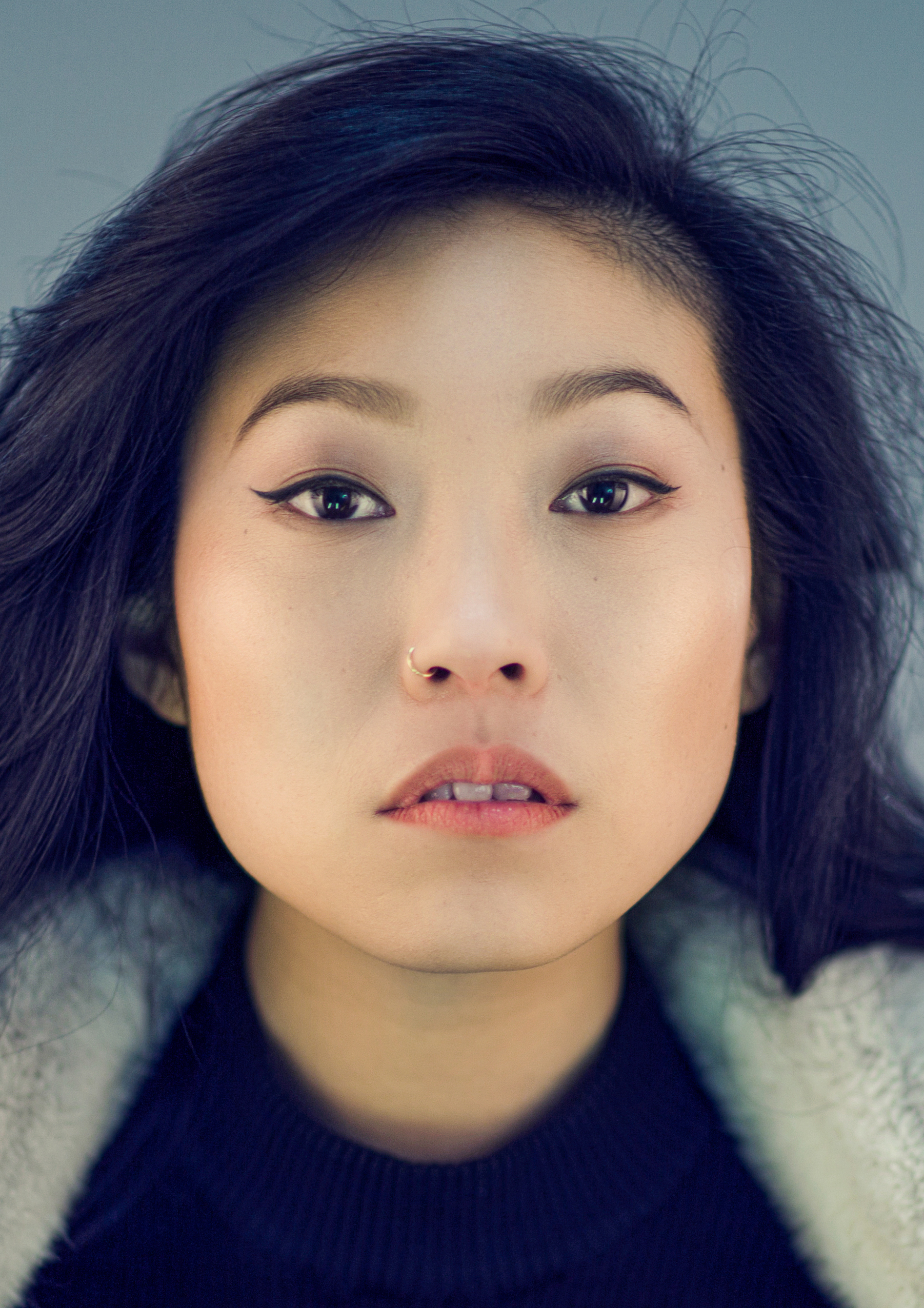
Awkwafina spielt im Film Billi

Regie führte Lulu Wang, die auch das Drehbuch schrieb. Sie greift für den Film auf ihre eigene Biografie zurück, und Billi ist ihr Alter Ego. Diese wird von der US-amerikanischen Rapperin und Schauspielerin Awkwafina verkörpert.
Die Dreharbeiten fanden in Changchun statt, der Hauptstadt der Provinz Jilin im Nordosten der Volksrepublik China. 
Der Film wurde am 25. Januar 2019 im Rahmen des Sundance Film Festivals erstmals gezeigt. Dort sicherte sich A24 die Rechte am Film. Am 12. Juli 2019 kam er in die US-Kinos. Im Winter 2019/2020 kam er in die Kinos in verschiedenen europäischen Ländern. Ein Kinostart in Deutschland erfolgte am 19. Dezember 2019, in der Schweiz am 25. Dezember 2019.
Die deutsche Synchronisation entstand nach der Dialogregie von Jürgen Wilhelm im Auftrag der Christa Kistner Synchronproduktion GmbH, Berlin.

## Rezeption

### Altersfreigabe
In den USA wurde der Film von der MPAA als PG eingestuft. In Deutschland wurde der Film von der FSK ohne Altersbeschränkung freigegeben.

### Kritiken und Einspielergebnis
Der Film erhielt bislang von 97 Prozent aller Kritiker bei Rotten Tomatoes eine sehr positive Bewertung von durchschnittlich 8,5 der möglichen 10 Punkte. Im Konsens heißt es dort, der Film fange gekonnt die komplizierte Familiendynamik in diesem ergreifenden, gut gespielten Filmdrama ein, das eine kulturelle Spezifität mit Themen verbindet, zu denen jedermann einen Bezug hat. (The Farewell deftly captures complicated family dynamics with a poignant, well-acted drama that marries cultural specificity with universally relatable themes.) Zudem ging der Film aus den 21. Annual Golden Tomato Awards in der Kategorie Best Comedies 2019 als Zweitplatzierter hervor.

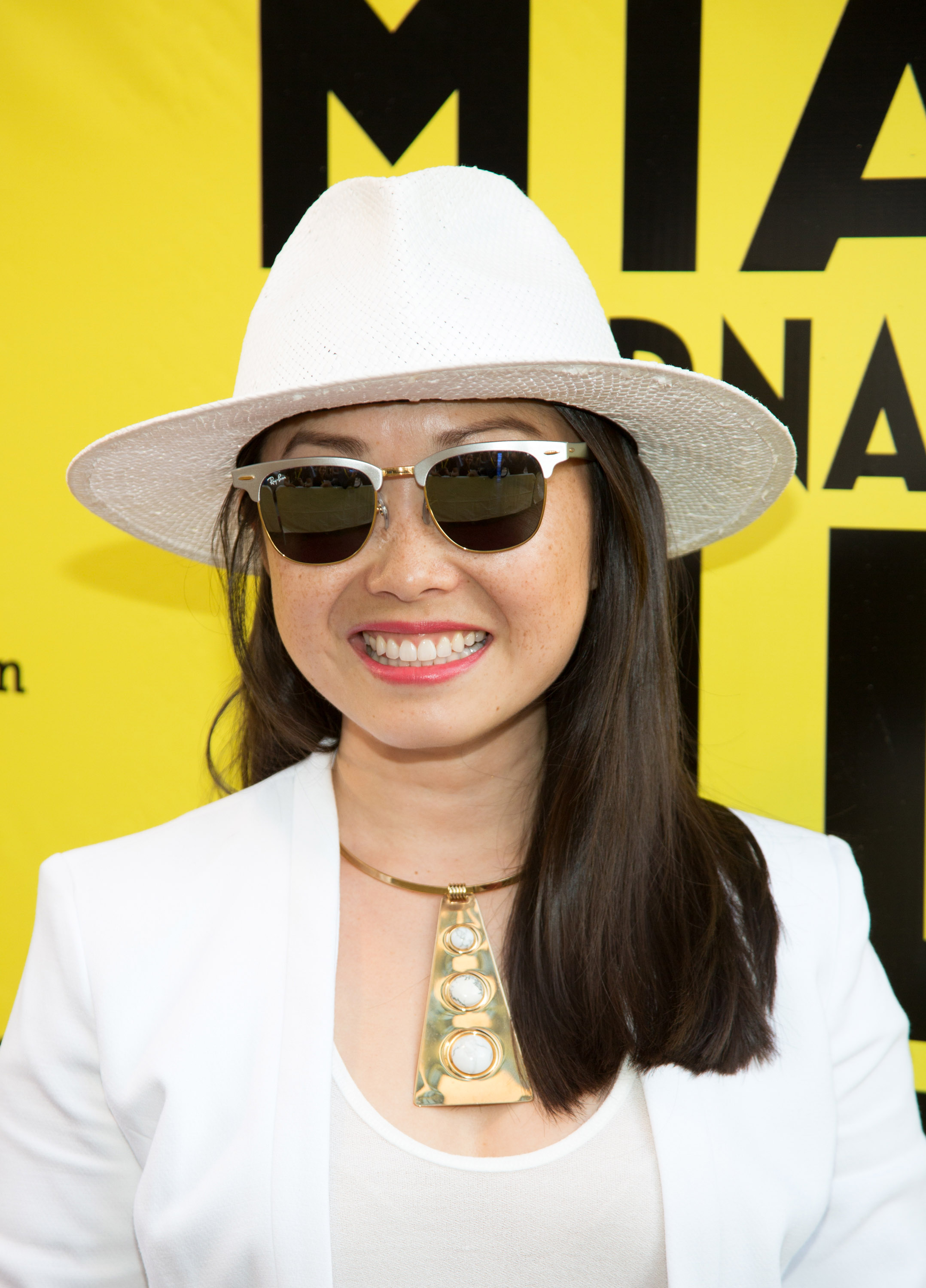
Regie führte Lulu Wang

Tereza Fischer vom Filmbulletin schreibt, die Figuren bewegten sich in den Bildausschnitt hinein oder aus ihm hinaus, als wäre die Kamera nicht an ihrem Tun interessiert, was so wirke, als würden sie eine Bühne bespielen. Hierdurch würde auch ihre Performance betont und die Lüge gegenüber der Großmutter in jeder Einstellung aufs Neue wiederholt. Viele Bildgestaltungen erinnerten zudem an traditionelle chinesische Malerei, in der die Leerstellen vom Betrachter mit eigenen Vorstellungen gefüllt werden können und in denen der einzelne Mensch nicht im Zentrum steht.
Gaby Sikorski von der Gilde deutscher Filmkunsttheater schreibt, schon der Plot zeige das Komödienpotential, wenn Weltbilder, Kulturen und Generationen aufeinanderprallen, und Lulu Wang mache daraus eine sowohl lebensnahe als auch lebensbejahende Handlung mit viel Humor und angemessener Situationskomik. Dabei bleibe sie im Ton ernsthaft, nehme ihre Charaktere ernst und komme ohne aufgesetzte Gags oder Flachwitze aus. Prinzipiell gehe es tatsächlich um das Abschiednehmen, nicht nur von einer Person, sondern auch von der Kindheit, so Sikorski weiter: „Billi erkennt die Muster in ihrer Familie, sie sträubt sich gegen die Traditionen, aber sie liebt sie auch, denn sie sind ein Teil von ihr, die zu ihr gehören wie ihr Gesicht.“ Awkwafina mache das phänomenal gut und spiele Billi mit einer Mischung aus Lässigkeit und Krampf, so dass sie noch jünger wirkt, beinahe pubertär.
Die weltweiten Einnahmen des Films aus Kinovorführungen belaufen sich bislang auf 19,5 Millionen US-Dollar.

### Einsatz im Schulunterricht
Das Onlineportal kinofenster.de empfiehlt The Farewell für die Unterrichtsfächer Ethik, Religion, Gemeinschaftskunde, Sozialkunde, Philosophie, Englisch und Chinesisch und bietet Materialien zum Film für den Unterricht. Dort schreibt Elisa Jochum, der Film spinne ein engmaschiges Netz zwischen Aufrichtigkeit und Verantwortung, zwischen Eigennutz und Gemeinnutz, zwischen Individuum, Familie und Kultur. Schulklassen könnten in Ethik, Philosophie und Sozialkunde Perspektiven entwickeln, um dieses Netz zu entflechten.

### Auszeichnungen (Auswahl)
Im Vorfeld der Oscarverleihung 2020 stand der Film auf der Shortlist der Kategorie Beste Filmmusik, gelangte aber nicht in die finale Auswahl. Vom American Film Institute wurde der Film in die Top 10 der besten Filme 2019 aufgenommen. Im Folgenden eine Auswahl weiterer Auszeichnungen und Nominierungen.
AACTA International Awards 2020
- Nominierung als Beste Hauptdarstellerin (Awkwafina)[15]

Critics’ Choice Movie Awards 2020
- Nominierung als Beste Komödie
- Nominierung als Beste Hauptdarstellerin (Awkwafina)
- Nominierung als Beste Nebendarstellerin (Zhao Shuzhen)
- Nominierung für das Beste Originaldrehbuch (Lulu Wang)

Eddie Awards 2020
- Nominierung in der Kategorie Bester Filmschnitt – Komödie oder Musical (Michael Taylor und Matthew Friedman)[16]

Galway Film Fleadh 2019
- Nominierung für den Feature Film Award – Best International Film (Lulu Wang)

Golden Globe Awards 2020
- Auszeichnung als Beste Hauptdarstellerin – Komödie/Musical (Awkwafina)
- Nominierung als Bester fremdsprachiger Film (Lulu Wang)

Gotham Awards 2019
- Nominierung als Bester Film
- Nominierung für das Beste Drehbuch (Lulu Wang)
- Auszeichnung als Beste Darstellerin (Awkwafina)[17]

Heartland Film 2019
- Auszeichnung mit dem Truly Moving Picture Award (Lulu Wang)

Independent Spirit Awards 2020
- Auszeichnung als Bester Film
- Auszeichnung als Beste Nebendarstellerin (Zhao Shuzhen)

National Board of Review Awards 2019
- Aufnahme in die Top 10 Independent-Filme[18]

Palm Springs International Film Festival 2019
- Auszeichnung als Director to Watch (Lulu Wang)

Satellite Awards 2019
- Nominierung als Bester Film – Komödie oder Musical
- Nominierung für das Beste Originaldrehbuch (Lulu Wang)
- Nominierung als Beste Hauptdarstellerin – Komödie oder Musical (Awkwafina)
- Nominierung als Beste Nebendarstellerin (Zhao Shuzhen)[19]

Sundance Film Festival 2019
- Nominierung für den Grand Jury Prize – Dramatic (Lulu Wang)

Sundance Film Festival: London 2019
- Auszeichnung als Publikumsliebling (Lulu Wang)